# All-American Hockey League
Die All-American Hockey League war eine nordamerikanische Eishockey-Minor League, die von 1986 bis 1989 existierte. Die Liga knüpfte an die von 1972 bis 1986 bestehende Amateurliga Continental Hockey League an. 

## Geschichte
Die Continental Hockey League operierte anfangs ausschließlich im Raum Chicago als reine Amateurliga mit Juniorenspielern. 
Im Jahr 1986 wurde als Nachfolgeliga der Continental Hockey League die All-American Hockey League gegründet, welche eine professionelle Minor League war. Diese bestand nur drei Jahre lang. Einer der Gründe war die Konkurrenz durch die East Coast Hockey League, die 1988 den Spielbetrieb aufnahm und der sich drei der AAHL-Teams als Gründungsmitglieder anschlossen.

## Teams

### Continental Hockey League
| - Billings Marlboros (1985–1986) - Chicago Cardinals (1972–1976, 1978–1986) - Chicago Wildcats (1973–1975) - Danville Dashers (1981–1986) - Decatur Blues (1981–1983) - Dayton Jets (1985–1986) - Decatur Storm (1983–1984) - Findlay Warriors (1983–1984, wurden die Dayton Jets) - Fort Wayne Scouts (1978–1979) - Fox Valley Flyers (1979–1980) | - Grand Rapids Grizzlies (1980–1982) - Hammond Cardinals (1977–1978) - Janesville Jets (1981–1982) - Kenosha Chargers (1979–1981) - Kenosha Flyers (1974–1975, 1976–1979) - Lake County Flyers (1975–1976) - Madison Blues (1974–1977) - Minot Maple Leafs (1985–1986) - Pekin Stars (1972–1973, 1977–1979) - Peoria Blades (1972–1982) | - Rockton Wheels (1977–1978) - Rock River Jets (1982–1983) - St. Louis Pepsi (1972–1973) - St. Louis Rockets (1972–1973) - St. Louis Chiefs (1973–1974) - Spirit of St Louis (1973–1974) - St. Louis Saints (1974–1976) - Springfield Kings (1976–1985) - Troy Sabres (1982–1986) - Webster Stars (1972–1973) |

### All-American Hockey League
| - Carolina Thunderbirds (1987–1988, wechselten in die ECHL) - Danville Fighting Saints (1986–1989) - Dayton Jets (1986–1987, fusionierten mit den Troy Sabres und wurden die Miami Valley Sabres) - Downriver Stars (1986–1987, wurden die Michigan Stars) - Jackson All-Americans (1986–1989) - Johnstown Chiefs (1987–1988, wechselten in die ECHL) - Lincoln Park Patriots (1988–1989) | - Miami Valley Sabres (1987–1989) - Michigan Stars (1987–1988) - Port Huron Clippers (1987–1988) - Troy Sabres (1986–1987, fusionierten mit den Dayton Jets und wurden die Miami Valley Sabres) - Virginia Lancers (1987–1988, wechselten in die ECHL) - Springfield Capitols (1988–1989) |

## Meister

### Continental Hockey League
- 1972/73: St. Louis Rockets
- 1973/74: Peoria Blades
- 1974/75: Peoria Blades
- 1975/76: Peoria Blades
- 1976/77: Peoria Blades
- 1977/78: Peoria Blades
- 1978/79: Pekin Stars
- 1979/80: Springfield Kings
- 1980/81: Peoria Blades
- 1981/82: Danville Dashers
- 1982/83: Troy Sabres
- 1983/84: Troy Sabres
- 1984/85: Troy Sabres
- 1985/86: Billings Marlboros

### All-American Hockey League
- 1986/87: Danville Fighting Saints
- 1987/88: Virginia Lancers
- 1988/89: Miami Valley Sabres